# ネグロ川

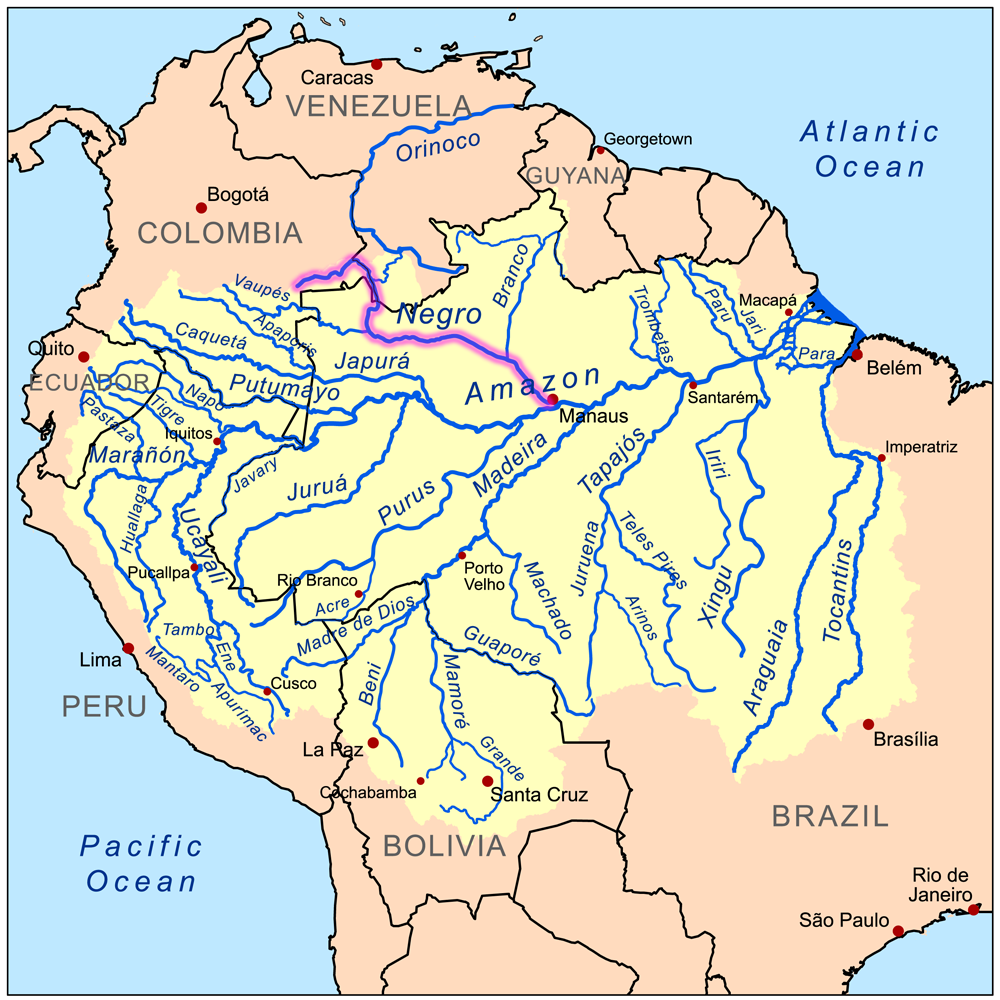
ネグロ川流域

ネグロ川（ネグロがわ、Rio Negro）は、ブラジル北部を流れるアマゾン川支流の河川である。
コロンビア国内に源を発し南東に流れ、ブラジルの都市マナウス付近でアマゾン川中流に合流する。アナビリャーナス群島という多くの中州があり、雨季には広大な森が水没する。ネグロ川とは黒い川という意味で、その名の通り水の色は黒褐色をしているブラックウォーターである。原因はタンニン等植物由来の腐食酸によるもので、水質はpH4.0～pH5.0と酸性傾向でありボウフラも育ちにくい。そのため魚の種類も約400種と少ないが、その反面、美しく個性的な魚が多く棲息している。世界最大の支流であり流量42,000tは世界第2位の大河コンゴ川を上回る。
ネグロ川より西側の流域の大部分は、高温多湿の熱帯雨林帯で、標高200メートル以下の平地が広がっている。
オリノコ川の分流カシキアレ川がネグロ川に合流しており、これによりオリノコ川水系はアマゾン川水系とつながっていることになる。
流域にはイガポー、サバナなどの植生および中州が多く、ブラジルナッツなどの植物が生え、マーゲイ、アマゾンマナティー、ハイムネアリドリ、オオカワウソ、フタイロタマリン、ケナガクモザルなどが生息している。下流部のアマゾナス州にあるアナヴィリャナス諸島を中心としたアナヴィリャナス国立公園は2017年にラムサール条約登録地となった。また、一帯のネグロ川上流部先住民地区、ネグロ川州立公園北地区、ネグロ川州立公園南地区、ジャウー国立公園、ウニニ川採取保護区、中央アマゾン保護区複合体、アマナン持続可能な開発保護区、プランガ・コンキスタ持続可能な開発保護区、ネグロ川持続可能な開発保護区、ネグロ川右岸環境保護区、ネグロ川左岸環境保護区、マリウア諸島、タプルクアラ、タルマン、ポンタ・ネグラ、森林の断片の生物学的動学プロジェクトに関連する生態学的関心地域、マラアン先住民地区、パラナ・ド・ボア＝ボア先住民地区、ウネイウシ川先住民地区などの広範囲にわたる保護区群もまとめて2018年にラムサール条約登録地となった。